# Brooke Wales
Brooke Wales (* 28. August 1990 in Duvall, Washington) ist eine US-amerikanische Skirennläuferin. Sie startet in allen Disziplinen und erzielt ihre größten Erfolge im Super-G und in der Abfahrt sowie in der Kombination.

## Karriere
Brooke Wales bestritt im Dezember 2005 ihre ersten FIS-Rennen, die ersten Siege erreichte sie im Januar 2008. Seit der Saison 2008/09 startet sie auch regelmäßig im Nor-Am Cup. Ihr erstes Top-10-Ergebnis in dieser Rennserie erzielte sie am 15. Dezember 2008 mit Platz neun im Super-G von Panorama. In der Saison 2009/10 fuhr sie bereits siebenmal unter die schnellsten zehn, womit sie auch erstmals in den Disziplinenwertungen von Abfahrt, Super-G und Super-Kombination unter die besten zehn kam. Im nächsten Winter konnte sich Wales weiter verbessern. Am 10. Februar 2011 feierte sie im Super-G von Aspen ihren ersten Sieg, dem fünf Wochen später im Super-G von Whistler der zweite folgte. Damit erreichte sie in der Saison 2010/11 den fünften Gesamtrang im Nor-Am Cup sowie Platz zwei in der Super-G-Wertung, Rang vier in der Super-Kombinations-Wertung und Platz sechs im Abfahrtsklassement.
Nach ihrer Aufnahme in den C-Kader des US-Skiteams kam Wales im Dezember 2011 zu ihren ersten Einsätzen im Weltcup, gewann bisher aber noch keine Weltcuppunkte. Im Nor-Am Cup wurde sie im Winter 2011/12 mit drei Podestplätzen Vierte der Abfahrtswertung, jeweils Siebte im Gesamt- und Riesenslalomklassement sowie Neunte der Super-G-Wertung.

## Erfolge

### Juniorenweltmeisterschaften
- Mont Blanc 2010: 65. Abfahrt

### Nor-Am Cup
- Saison 2009/10: 7. Super-G-Wertung, 8. Super-Kombinations-Wertung, 9. Abfahrtswertung
- Saison 2010/11: 5. Gesamtwertung, 2. Super-G-Wertung, 4. Super-Kombinations-Wertung, 6. Abfahrtswertung
- Saison 2011/12: 7. Gesamtwertung, 4. Abfahrtswertung, 7. Riesenslalomwertung, 9. Super-G-Wertung
- Saison 2012/13: 6. Super-G-Wertung, 9. Riesenslalomwertung

- 8 Podestplätze, davon 2 Siege:

| Datum            | Ort      | Land   | Disziplin |
| ---------------- | -------- | ------ | --------- |
| 10. Februar 2011 | Aspen    | USA    | Super-G   |
| 19. März 2011    | Whistler | Kanada | Super-G   |

### Weitere Erfolge
- 12 Siege in FIS-Rennen